# Moss (альбом)
| Совокупная оценка    | Совокупная оценка |
| Источник             | Оценка            |
| -------------------- | ----------------- |
| AnyDecentMusic?      | 7.1/10            |
| Metacritic           | 71/100            |
| Оценки критиков      |                   |
| Источник             | Оценка            |
| Clash                | 8/10              |
| Dork                 | [ 5 ]             |
| The Forty-Five       | [ 6 ]             |
| The Line of Best Fit | 7/10              |
| NME                  | [ 8 ]             |
| Pitchfork            | 7.2/10            |
| The Telegraph        | [ 10 ]            |
| Under the Radar      | [ 11 ]            |

Moss  — второй студийный альбом американской актрисы и певицы Майи Хоук (дочери актёров Умы Турман и Итана Хоука), вышедший 23 сентября 2022 года на независимом лейбле Mom + Pop. Продюсерами были Бенджамин Лазар Дэвис, Джонатан Лоу и сама певица.
Это продолжение её положительно принятого дебютного альбома Blush (2020).

## История
29 июня 2022 года Хоук анонсировала Moss вместе с выпуском первого сингла «Thérèse». «Thérèse» была вдохновлена картиной Бальтуса из музея Метрополитен под названием «Thérèse Dreaming». В треке Хоук отождествляет себя с девушкой с картины «Thérèse Dreaming», «которая в моей голове — это я». В качестве примера вдохновения для звучания Moss Хоук привела альбом Тейлор Свифт Folklore (2020).
Согласно пресс-релизу лейбла Mom + Pop, Moss служит «медитацией Хоук о возрождении и принятии».

## Релиз
Moss был выпущен 23 сентября 2022 года в виде цифрового издания для скачивания, для потокового вещания, а также в форматах CD и виниловой пластинки. Эксклюзивный релиз Moss был также доступен в Urban Outfitters в виде полупрозрачной розовой виниловой пластинки. Полупрозрачная оранжевая пластинка доступна на официальном сайте Майи Хоук.

## Отзывы
Альбом получил положительные отзывы музыкальных критиков и интернет-изданий. В интернет-агрегаторе Metacritic, устанавливающем в среднем оценку до ста, основанную на профессиональных рецензиях, альбом получил 71 балл на основе 9 полученных рецензий, что означает «получил в целом положительные отзывы от критиков».
В четырехзвездочной рецензии Риан Дейли из NME написала, что Moss «свеж» и «представляет Хоук в более мудрой форме» как лирически, так и звуково по сравнению с её дебютным альбомом Blush. В рецензии в The Forty-Five альбом назван «более уверенным и экспериментальным отходом» от Blush, восхваляя интимное вокальное исполнение Хоук. Вики Грир из The Line of Best Fit назвала «Thérèse» и «Bloomed Into Blue» одними из лучших песен в альбоме, который она назвала «великолепным творением Майи Хоук».

## Список композиций
| №                   | Название                              | Автор(ы)                     | Продюсеры                  | Длительность |
| ------------------- | ------------------------------------- | ---------------------------- | -------------------------- | ------------ |
| 1.                  | «Backup Plan»                         | Майя Хоук Кристиан Ли Хатсон | Хоук Бенджамин Лазар Дэвис | 3:17         |
| 2.                  | «Bloomed Into Blue»                   | Хоук Дэвис                   | Хоук Дэвис                 | 3:25         |
| 3.                  | «Hiatus»                              | Хоук Хатсон                  | Хоук Дэвис                 | 3:37         |
| 4.                  | «Sweet Tooth»                         | Хоук Хатсон                  | Хоук Дэвис Джонатан Лоу    | 3:41         |
| 5.                  | «Crazy Kid» (при участии Will Graefe) | Хоук Грефе                   | Хоук Дэвис                 | 3:37         |
| 6.                  | «Luna Moth»                           | Хоук Хатсон                  | Хоук Дэвис                 | 3:24         |
| 7.                  | «South Elroy»                         | Хоук Грефе                   | Хоук Дэвис                 | 3:13         |
| 8.                  | «Thérèse»                             | Хоук Дэвис                   | Хоук Дэвис                 | 3:27         |
| 9.                  | «Sticky Little Words»                 | Хоук Грефе                   | Хоук Дэвис                 | 2:26         |
| 10.                 | «Over»                                | Хоук Хатсон                  | Хоук Дэвис                 | 3:49         |
| 11.                 | «Restless Moon»                       | Хоук Грефе                   | Хоук Дэвис                 | 3:29         |
| 12.                 | «Driver»                              | Хоук Хатсон                  | Хоук Дэвис Лоу             | 3:25         |
| 13.                 | «Mermaid Bar»                         | Хоук Дэвис                   | Хоук Дэвис                 | 3:36         |
| Общая длительность: | Общая длительность:                   | Общая длительность:          | Общая длительность:        | 44:36        |

## Чарты
| Чарт (2022)                                  | Высшая позиция |
| -------------------------------------------- | -------------- |
| Шотландия (Scottish Albums Chart)            | 82             |
| Великобритания (UK Independent Albums Chart) | 44             |